# Відомчі відзнаки Міністерства енергетики України
Відомчі відзнаки Міністерства енергетики України затверджені Наказом Міністерства енергетики України № 520 від 19 серпня 2020 року.

## Підстави для нагородження
Відомчими відзнаками нагороджуються працівники Міністерства енергетики України, підприємств, установ та організацій паливно-енергетичного комплексу за вагомий внесок у розвиток паливно-енергетичного комплексу України, а саме:
- за зразкове виконання обов'язків, наслідком яких є технічні та економічні досягнення у паливно-енергетичному комплексі України;
- за виконання особливо важливих і невідкладних завдань на високому професійному рівні;
- з нагоди ювілейних дат заснування підприємств паливно-енергетичного комплексу;
- з нагоди загальнодержавних та галузевих професійних свят.

## Види відомчих відзнак
До відомчих відзнак Міністерства енергетики України належать:
- Подяка Міністерства енергетики України;
- Грамота Міністерства енергетики України;
- Почесна грамота Міністерства енергетики України;
- Нагрудний знак «Відмінник енергетики України»;
- Нагрудний знак «Відмінник нафтогазової промисловості»;
- Нагрудний знак «Шахтарська слава» (3 ступені);
- Нагрудний знак «Шахтарська доблесть» (3 ступені);
- Нагрудний знак «За доблесну шахтарську працю».

### Подяка Міністерства енергетики України
Подякою Міністерства енергетики України відзначаються працівники, які мають стаж роботи у паливно-енергетичному комплексі не менше 1 року.
Гранична кількість подяк, якими можуть відзначатися працівники паливно-енергетичного комплексу протягом календарного року — 4000 шт.

### Грамота Міністерства енергетики України
Грамотою Міністерства енергетики України нагороджуються працівники, які мають стаж роботи у паливно-енергетичному комплексі не менше 3 років та раніше були відзначені Подякою або нагороджувались іншими відомчими відзнаками.
Гранична кількість грамот, якими можуть відзначатися працівники паливно-енергетичного комплексу протягом календарного року — 3000 шт.

### Почесна грамота Міністерства енергетики України
Почесною грамотою Міністерства енергетики України нагороджуються працівники, які мають стаж роботи у паливно-енергетичному комплексі не менше 5 років та раніше нагороджувалися Грамотою або іншими відомчими відзнаками.
Гранична кількість почесних грамот, якими можуть відзначатися працівники паливно-енергетичного комплексу протягом календарного року — 1000 шт.

### Нагрудний знак «Відмінник енергетики України»
Нагрудним знаком «Відмінник енергетики України» нагороджуються працівники, які мають стаж роботи в галузі не менше 10 років та раніше нагороджувалися Почесною грамотою або іншими відомчими відзнаками.
Гранична кількість нагрудних знаків «Відмінник енергетики України», якими можуть відзначатися працівники паливно-енергетичного комплексу протягом календарного року — 200 шт.

### Нагрудний знак «Відмінник нафтогазової промисловості»
Нагрудним знаком «Відмінник нафтогазової промисловості» нагороджуються працівники, які мають стаж роботи в галузі не менше 15 років та раніше нагороджувалися Почесною грамотою або іншими відомчими відзнаками.
Гранична кількість нагрудних знаків «Відмінник нафтогазової промисловості», якими можуть відзначатися працівники паливно-енергетичного комплексу протягом календарного року — 100 шт.

### Нагрудний знак «Шахтарська слава»
Нагрудний знак «Шахтарська слава» має три ступені, з яких перша — найвища. Ним нагороджуються працівники, постійно зайняті на підземних і відкритих роботах діючих підприємств вугільної, торф'яної та уранової промисловості, шахтах, які будуються, і розрізах, за наявності стажу роботи: III ступінь — не менше 5 років, II ступінь — 8 років, І ступінь — 10 років; інші працівники галузі можуть нагороджуватися за наявності стажу роботи: III ступінь — не менше 8 років, II ступінь — 11 років, І ступінь — 14 років.
Гранична кількість нагрудних знаків «Шахтарська слава» трьох ступенів, якими можуть відзначатися працівники паливно-енергетичного комплексу протягом календарного року — 3500 шт., із них:
- «Шахтарська слава» III ступеня — 1750 шт.;
- «Шахтарська слава» II ступеня — 1000 шт.;
- «Шахтарська слава» І ступеня — 750 шт.

### Нагрудний знак «Шахтарська доблесть»
Нагрудний знак «Шахтарська доблесть» має три ступені, з яких перша — найвища. Ним нагороджуються кавалери нагрудного знака «Шахтарська слава» та працівники, постійно зайняті на підземних і відкритих роботах діючих підприємств вугільної, торф'яної та уранової промисловості, шахтах, які будуються, і розрізах, за наявності стажу роботи: III ступінь — не менше 8 років, II ступінь — 10 років, І ступінь — 12 років; інші працівники галузі можуть нагороджуватися за наявності стажу роботи: III ступінь — не менше 10 років, II ступінь — 12 років, І ступінь — 14 років.
Гранична кількість нагрудних знаків «Шахтарська доблесть» трьох ступенів, якими можуть відзначатися працівники паливно-енергетичного комплексу протягом календарного року — 1500 шт., із них:
- «Шахтарська доблесть» III ступеня — 700 шт.;
- «Шахтарська доблесть» II ступеня — 500 шт.;
- «Шахтарська доблесть» І ступеня — 300 шт.

## Нагрудний знак «За доблесну шахтарську працю»
Нагрудним знаком «За доблесну шахтарську працю» нагороджуються кавалери нагрудного знака «Шахтарська доблесть», за наявності стажу роботи в галузі не менше 10 років.
Гранична кількість нагрудних знаків «За доблесну шахтарську працю», якими можуть відзначатися працівники паливно-енергетичного комплексу протягом календарного року — 750 шт.

## Інше
Нагородження відомчими відзнаками провадиться не частіше одного разу на 3 роки незалежно від виду відомчих відзнак.
В окремих випадках, а за мужність та ініціативу, виявлені під час ліквідації аварій і порятунку людей, нагородження відомчими відзнаками може проводитися без урахування стажу роботи та строку попереднього відзначення відомчою відзнакою.
Нагрудні знаки носять з правого боку грудей і розміщують нижче знаків державних нагород.
У разі втрати відомчих відзнак дублікати не видаються.

## Відомчі відзнаки попередників Міністерства енергетики України

### Відомчі заохочувальні відзнаки Міністерства енергетики та вугільної промисловості України
Попередник Міністерства енергетики України — Міністерство енергетики та вугільної промисловості України мало наступні відомчі заохочувальні відзнаки:
- Подяка Міністерства енергетики та вугільної промисловості України;
- Грамота Міністерства енергетики та вугільної промисловості України;
- Почесна грамота Міністерства енергетики та вугільної промисловості України;
- Нагрудний знак «Відмінник енергетики України»;
- Нагрудний знак «За доблесну шахтарську працю»;
- Нагрудний знак «Відмінник нафтогазової промисловості»;
- Нагрудний знак «Шахтарська слава» трьох ступенів;
- Нагрудний знак «Шахтарська доблесть» трьох ступенів.

Умови нагродження були такими ж, як і у відповідних відомчих відзнак Міністерства енергетики України.

### Міністерства палива та енергетики України
Попередник Міністерства енергетики та вугільної промисловості України — Міністерство палива  та енергетики України мало наступні відомчі заохочувальні відзнаки:
- Грамота Міністерства палива та енергетики — нагороджувались працівники зі стажем не менше 5 років;
- Нагрудний знак «Відмінник енергетики України» — нагороджувались працівники зі стажем не менше 10 років;
- Нагрудний знак «Почесний енергетик України» — нагороджувались працівники зі стажем не менше 15 років.